# Pedrito Rico
Pedro Rico Cutillas, más conocido como Pedrito Rico (Elda, 7 de septiembre de 1932-Barcelona, 21 de junio de 1988) fue un cantante de copla, flamenco y canción melódica, bailarín y actor español. Durante finales de los años cincuenta y la década de los sesenta fue especialmente popular en Argentina y otros países de Latinoamérica, y en menor medida en España, de donde se exilió por la persecución del franquismo debido a su homosexualidad.
Publicó más de una decena de álbumes con temas como «Mi escapulario», «Dos cruces» o versiones de «Mi jaca» y «Campanera», y protagonizó la película argentina El Ángel de España (1957) y las españolas Feria en Sevilla (1962) y Vestida de novia (1966).

## Biografía

### Inicios y fama
En 1955 debutó en el Teatro Ruzafa de Valencia, pasando luego al Teatro Price de Madrid. En 1956 fue contratado por un empresario teatral argentino para actuar en el Teatro Avenida, el teatro de zarzuelas de Buenos Aires, que tenía numerosa clientela española. En 1958 protagoniza la película argentina El Ángel de España, que le granjea este apodo y consolida su popularidad en Argentina y otros lugares de Latinoamérica.En 1958 se le concede el Guaicaipuro en Venezuela como mejor intérprete extranjero.
En los años siguientes continúa girando y publicando álbumes en Argentina, Lima y Nueva York. En esta etapa protagoniza las películas de Ana Mariscal Feria en Sevilla (1962) y, junto a Massiel, Vestida de novia (1966), que se sumaban a sus apariciones en las películas argentinas Venga a bailar el Rock (1957) y Buenas noches, Buenos Aires (1964).
A lo largo de los años sesenta publica seis álbumes que incluían canciones como  como «Mi escapulario», que obtuvo un Disco de Oro en Cuba en 1958,«Dos cruces» o versiones de «Mi jaca» y «Campanera», a las que se añadirían otras como «La nave del olvido», «Negra paloma», «Pero reza por mí», «Muñequito de papel», «Sólo sonrisa» o «Consuelo la cantaora».

### Homosexualidad y presencia escénica
Rico vivió visiblemente como homosexual en el contexto represivo del franquismo, en el que se perseguía activamente la diversidad sexual y de género a través de la policía bajo el amparo de la Ley de vagos y maleantes. En este sentido continuó la presencia de otros cantantes de copla como Antonio Amaya, Tomás de Antequera, Rafael Conde "El Titi" o en una etapa previa Miguel de Molina.
En sus actuaciones vestía con frecuencia camisas vaporosas y coloridas y maquillaje, y se le relacionó con Miguel de Mairena. A pesar de su éxito comercial y en medios escritos, durante su estancia en Barcelona era acosado y detenido con frecuencia por la policía franquista, lo que le llevó a instalarse de forma definitiva en Argentina, donde era ampliamente popular. Su estilo ha sido comparado al de Antonio Amaya, conocido entonces como «El Gitanillo de Bronce», quien no era popular en el continente americano.La académica Barbara Zecchi ha destacado el carácter nostálgico de las coplas de Rico en relación con su feminidad y la añoranza de unas libertades condenadas y suprimidas durante el franquismo.

### Años setenta y últimos años
En los años setenta continúa publicando sencillos y álbumes, si bien ya con menor éxito comercial. En esta etapa actúa en el programa de TVE A su aire (15/5/1974).En 1980 recibe la medalla al Mérito en el Trabajo de España, y en 1987 publica su último álbum, El Hoy De Pedrito Rico. 
Murió en Barcelona en 1988 debido a una anemia, afectado también por el fallecimiento de su madre el año anterior. Sus restos fueron enterrados en Elda, su ciudad natal, donde se instaló una capilla ardiente.

## Reconocimientos
En 1958 recibe el Disco de oro en Cuba por el éxito en ventas del tema "Mi escapulario".
En 1958 el Guaicaipuru de oro máximo galardón venezolano como el artista más popular.
En 1963 ganó el premio Ariel en Uruguay como mejor show televisivo.
En 1964 ganó el premio Guido en Perú como mejor show televisivo y figura en el Hit Parade en Lima por el tema Esperanza.
En 1967 ganó el 9 de Oro otorgado por el Canal 9 de Buenos Aires por la destacada labor televisiva y en el teatro Avenida de la capital argentina
En 1968 el alcalde de la ciudad de Miami Steve Clark le hace entrega de las llaves de oro de la ciudad.
En 1969 se le otorga la Palma de Oro en México por la brillante actuación en el local "Bulerías".
En 1980 recibe el Chin de Plata en Miami - Mr. TV
En 1980 se le otorgó la medalla al Mérito en el Trabajo por su dedicación a la música folclórica española.Rico aparece en la novela Patas de avestruz (1988) de la escritora argentina Alicia Kozameh.
En 1983 recibe el Premio a los Valores Humanos por las obras benéficas realizadas a lo largo de su vida.
En 1984 se le otorga el premio ACE como la mejor actuación masculina en show neoyorquino.
En 2021 el Ayuntamiento de Elda anunció que crearía un museo y una estatua en homenaje a la figura de Rico.Asimismo existe una calle en el municipio con su nombre.

## Discografía

### Álbumes de estudio
- Pedrito Rico Volumen No. 1 (Odeón, 1956).
- El Ángel De España (Montilla, 1959).
- Entre España y Argentina (Odeón, 1960).
- Pedrito Rico En Lima (Odeón del Perú, 1963).
- Pedrito Rico En Nueva York (Tico Records, 1966).
- Pedrito Rico y sus flamencos ye-ye (Music Hall, 1967).
- Éxitos De Pedrito Rico (Belter, 1968).
- Pedrito Rico (Belter, 1972).
- Tú Y La Barca... (Olympo, 1974).
- Pedrito Rico (Impacto, 1976).
- Y viva España! (Union Records, 1977).
- Hasta siempre España! (Unión Records 1978)
- El Ángel De España (Discolor Records, 1981).
- El Hoy De Pedrito Rico (Bello Records, 1987).
- Tú Y La Barca / Mi Vida Privada (con Rafael Conde "El Titi") (Perfil, 1992).

### Sencillos y EP
- "Mi Jaca" (Zafiro, Montilla, 1960).
- "El Orangután" (Belter, 1965).
- "El Escapulario / La Perrita Pequinesa" (Tico Records, 1966).
- "Un Sombrero de Paja" (Belter, 1966).
- "Padrinos la Luna y el Sol" (Belter, 1966).
- "La Golondrina de Benidorm / Es el Sol español" (Belter, 1968).
- "Tú y la Barca / Consuelo La Cantaora" (Belter, 1969).
- "Venezuela Dueña Mía" (Belter, 1969).
- "Negra Paloma / Parece Que Fue Ayer (Marfer, 1970).
- "Primero es mi Madre" (Marfer, 1970).
- "La Nave del Olvido" (Marfer, 1970).
- "Vos Sos un Caradura" (Marfer, 1971).
- "Debut y Despedida" (Belter, 1972).

## Filmografía

### Largometrajes
- Venga a bailar el rock (1957).
- El ángel de España (1957).
- Feria en Sevilla (1962).
- Buenas noches, Buenos Aires (1964).
- Vestida de novia (1966).